# Elbebrücke Schönebeck
Die Elbebrücke Schönebeck (auch Ernst-Thälmann-Brücke) ist eine 585 m lange Straßenbrücke, die in Schönebeck die Elbe bei Stromkilometer 311,8 überspannt. Das Bauwerk verbindet mit zwei Fahrstreifen und beidseitigen kombinierten Geh- und Radwegen die Kernstadt mit dem Ortsteil Grünewalde.

## Geschichte
Schon im Jahr 1878 gab es erste Pläne für eine feste Elbquerung. Diesen folgten zwanzig Jahre später eine Denkschrift an die preußische Landesregierung und 1903 die Entwurfsgrundlagen sowie der Wettbewerb. Die stählerne Brücke konnte schließlich ab 1910 errichtet und am 30. November 1912 eingeweiht werden. Voraussetzung für die Genehmigung zum Bau der Brücke war die Eingemeindung der beiden rechtselbischen Dörfer Grünewalde und Elbenau, welche am 1. April 1913 vollzogen wurde.

## Konstruktion
Die Brücke wurde vom Berliner Architekten Bruno Möhring gestaltet und vom Dortmunder Stahlbauunternehmen Aug. Klönne errichtet. Die Baukosten betrugen 1.236.735 Mark. Die Konstruktion des Brückenzuges bestand aus vier Abschnitten, der 25,7 m langen westlichen Flutbrücke, der Strombrücke sowie der östlichen Vorlandbrücke mit zehn Öffnungen. Über der Schifffahrtsöffnung wurde ein Bogenfachwerkträger mit Zugband und einer Stützweite von 133,5 m montiert.
Als Konstruktionselement des Überbaus der östlichen, 425,6 m langen Vorlandbrücken wurden genietete Strebenfachwerkträger mit Pfosten und mit obenliegender Fahrbahn gewählt. Der Brückenteil gehört zu den ältesten Stahlbrücken dieser Größe in Deutschland. In Längsrichtung sind Gerberträger mit eingehängten Koppelträgern als Bauwerkssystem vorhanden. Vier Felder haben bei 3,4 m Trägerhöhe eine Stützweite von 56,0 m, sechs Felder spannen mit 2,34 m hohen Trägern 33,6 m weit. Die Pfeiler sind auf Holzpfählen gegründet. Die Brücke, insbesondere die Strombrücke, war von Bruno Möhring im Jugendstil gestaltet worden. Ende April 1945 wurde die Bogenbrücke über der Elbe von deutschen Einheiten gesprengt.
Im Jahr 1952 wurde eine 7,4 m hohe, zweifeldrige Strebenfachwerkbrücke mit Pfosten und unten liegender Fahrbahn ersatzweise als Überbau im Stromfeld montiert. Dazu war der Bau eines neuen Strompfeilers erforderlich, wodurch sich Stützweiten von 72,6 m und 60,9 m ergaben. Zusätzlich wurde der Überbau der westlichen Flutbrücke durch eine zweifeldrige Stahlbetonbalkenbrücke mit Stützweiten von 13,0 m und 12,7 m ersetzt. Der Querschnitt ist ein Plattenbalken mit vier Stegen. Die neue Elbebrücke konnte am 20. Mai 1952 als „Ernst-Thälmann-Brücke“ dem Verkehr übergeben werden. Die Einweihung des wiederhergestellten Elbübergangs wurde durch Rosa Thälmann, der Witwe des langjährigen Namensgebers Ernst Thälmann vollzogen. Sie verband nun wieder die Ortsteile Grünewalde und Elbenau mit Schönebeck.
Die kleinste Durchfahrtshöhe beträgt für Schiffe 5,47 Meter beim höchsten Schifffahrtswasserstand mit einem Pegelstand von 5,70 Meter, womit das Bauwerk zu den niedrigsten Brücken über der Elbe gehört.
Aufgrund umfangreicher Schäden infolge unzureichenden Bauwerksunterhalts wurde an der Brücke mit dem Ziel einer weiteren Nutzungsdauer von 50 Jahren in den Jahren 1995 bis 1997 eine umfangreiche Instandsetzung für 18,0 Millionen DM durchgeführt. Eine weitere Instandsetzung erfolgte im Zusammenhang mit der Übergabe der Brücke vom Bund an die Stadt Schönebeck im Jahr 2016. Zum Schutz der Brücke vor zu hohen Belastungen und zur Erhöhung der Lebensdauer gilt für die Brücke ab dem Jahr 2017 eine Tonnagebeschränkung von 3,5 Tonnen (ausgenommen Busse).

## Neubau
Zwischen 2010 und 2013 wurde im Zuge des Baus einer Ortsumgehung im Osten der Stadt die Schönebecker Elbauenbrücke errichtet. Das Bauwerk ist 1128 m lang und hat als Strombrücke eine 185 m weit spannende Schrägseilbrücke. In Folge des neuen Verlaufs der Bundesstraße 246a über die Ortsumgehung und die neue Elbebrücke wurde die Elbebrücke Schönebeck in das Eigentum der Stadt Schönebeck übertragen.

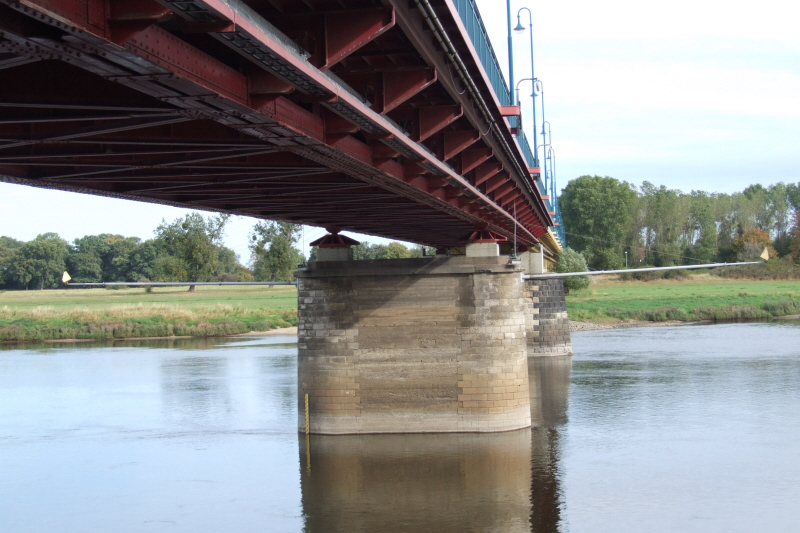
Neuer Strompfeiler von 1952
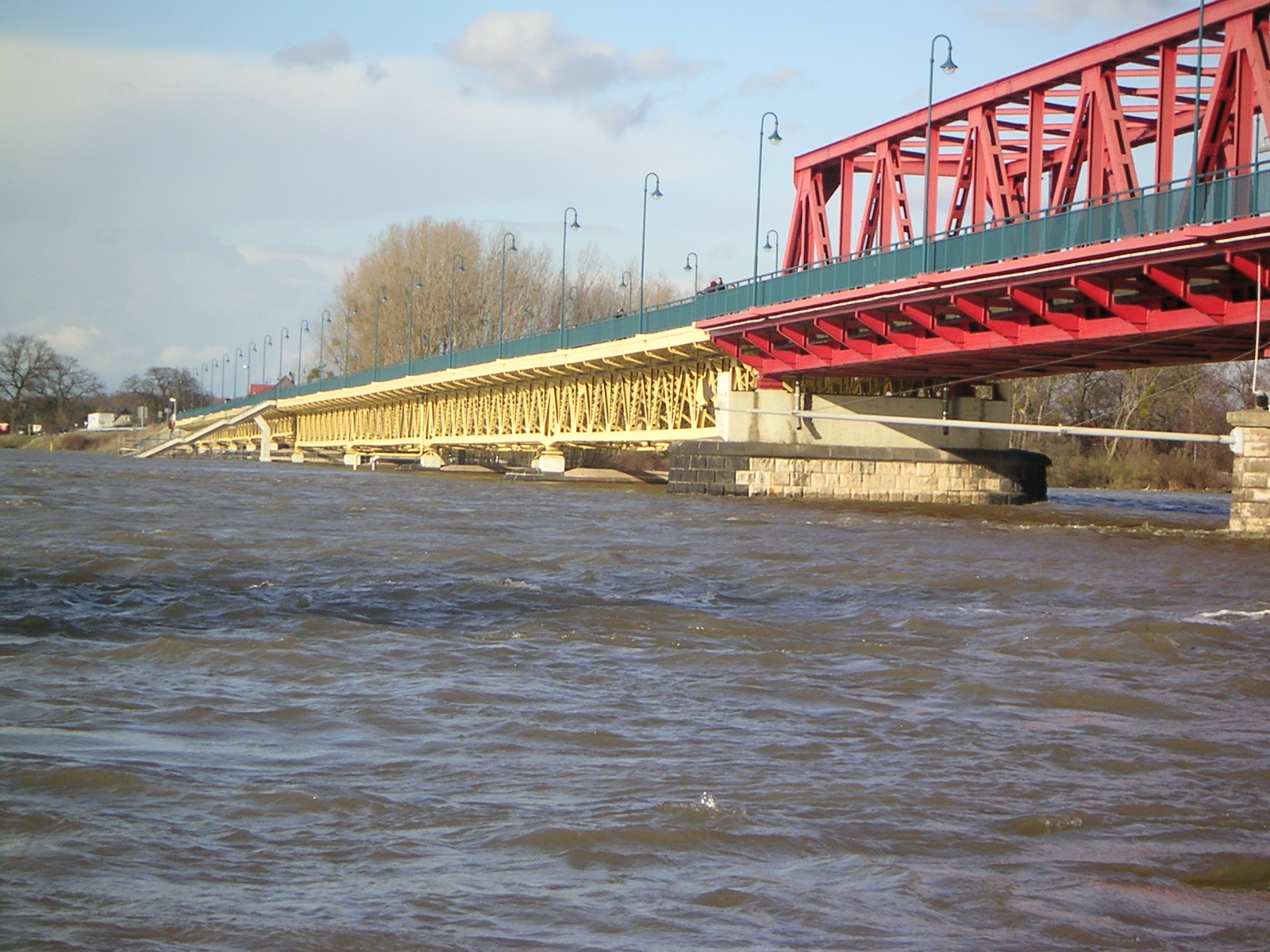
Elbebrücke bei Hochwasser
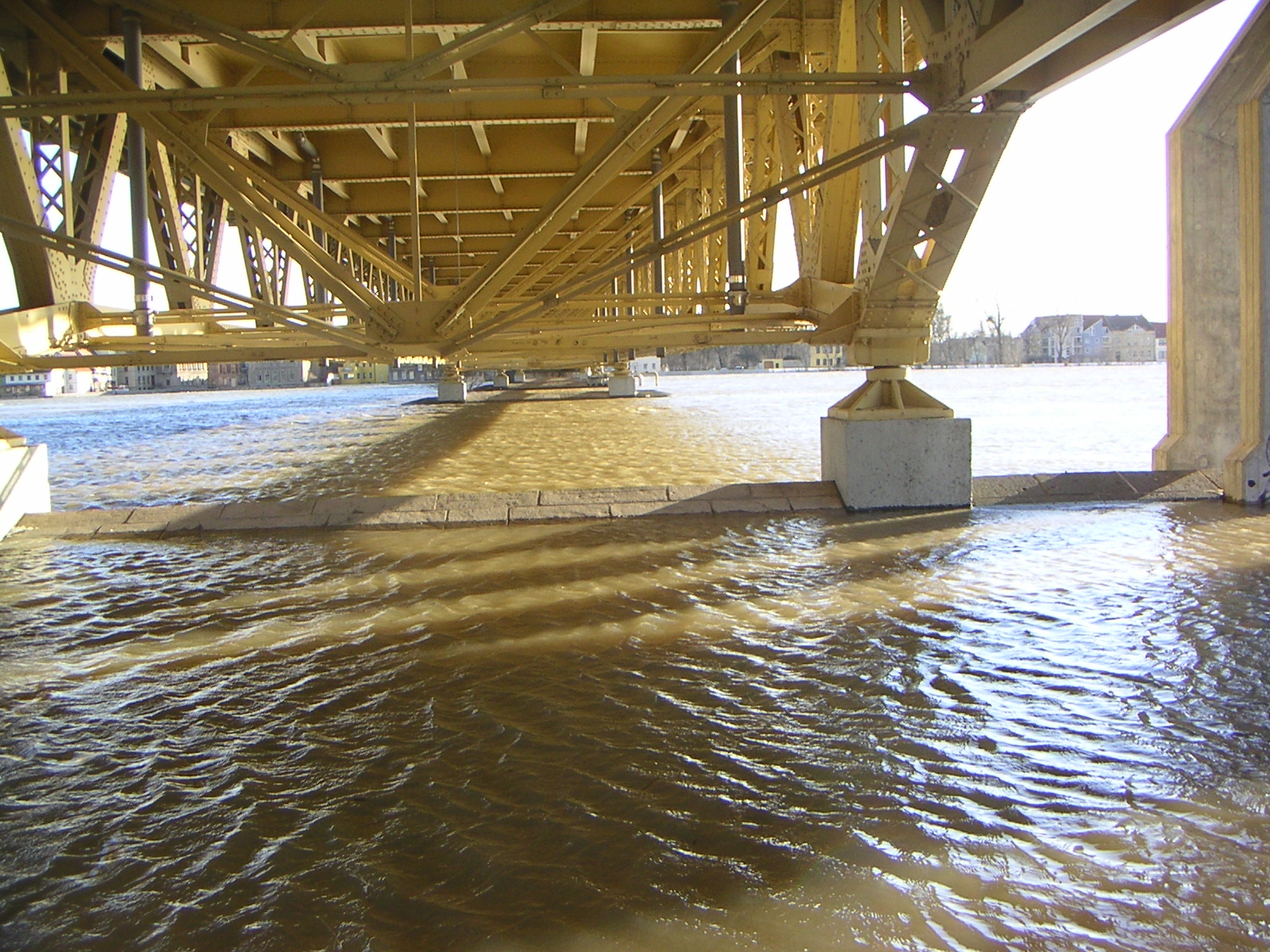
Tragwerk der Vorlandbrücke
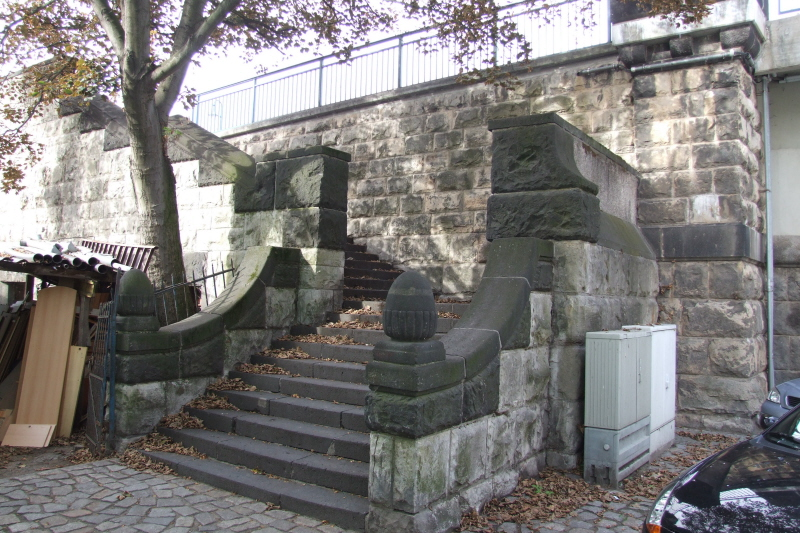
Treppenaufgang (Jugendstil)